# Comtat de Pallars Sobirà
El comtat de Pallars Sobirà sorgí arran de la divisió del comtat de Pallars, entre els fills del comte Sunyer I de Pallars (1011): Ramon IV de Pallars Jussà (1011 - 1047) i Guillem II de Pallars Sobirà (1011 - 1035). El comtat de Pallars Sobirà comprenia el nucli originari de l'antic comtat de Pallars: la conca alta de la Noguera Pallaresa. En finir la Guerra civil catalana, el rei Joan el Gran va canviar el nom del títol per marquesat de Pallars.

## Segles XI, XII i XIII
Guillem II de Pallars Sobirà fou succeït pels seus fills Bernat I (1035-1049) i Artau I (1049-1081).
Artau I estava casat amb Llúcia de la Marca, germana d'Almodis, esposa del comte Ramon Berenguer I de Barcelona, de qui Artau I era feudatari. El fet més destacat del regnat d'Artau I foren les contínues guerres que sostingué contra el seu cosí germà Ramon V de Pallars Jussà, per la qual cosa dugué a terme molts atacs contra terres del comtat de Pallars Jussà.
El comtat de Pallars Sobirà no fou gaire més que un reducte muntanyenc aïllat, sense importància dins de Catalunya, tal com, segons Santiago Sobrequés, es dedueix de les poques notícies que se'n tenen durant el segle xii: del comte Artau III (1124?-1167?), només se'n sap que era fill del seu antecessor Artau II (1081 - 1124?), captiu durant uns quants anys dels sarraïns, i que la seva dona es deia Agnès; no hi ha pràcticament cap menció del comte Artau IV (1167?-1182?); el seu fill, Bernat II (1182?-1199), no va intervenir per a res en la successió del comtat de Pallars Jussà, que culminà en la integració d'aquest comtat en el domini barceloní. Bernat II, a la seva mort, només deixà una filla, Guillelma (1199 - 1229), la qual, després de vendre el comtat al seu marit, Roger de Comenge, es feu monja; amb la qual cosa, no havent tingut fills Guillelma, s'inicià una nova nissaga pallaresa, formada pels descendents de Roger i la seva segona esposa. Tal com observa Ferran Valls i Taberner, la inexistència de cap document sobre el Pallars Sobirà entre 1205 i 1217 mostra l'aïllament del comtat.

## La dinastia de Comenge o de Coserans

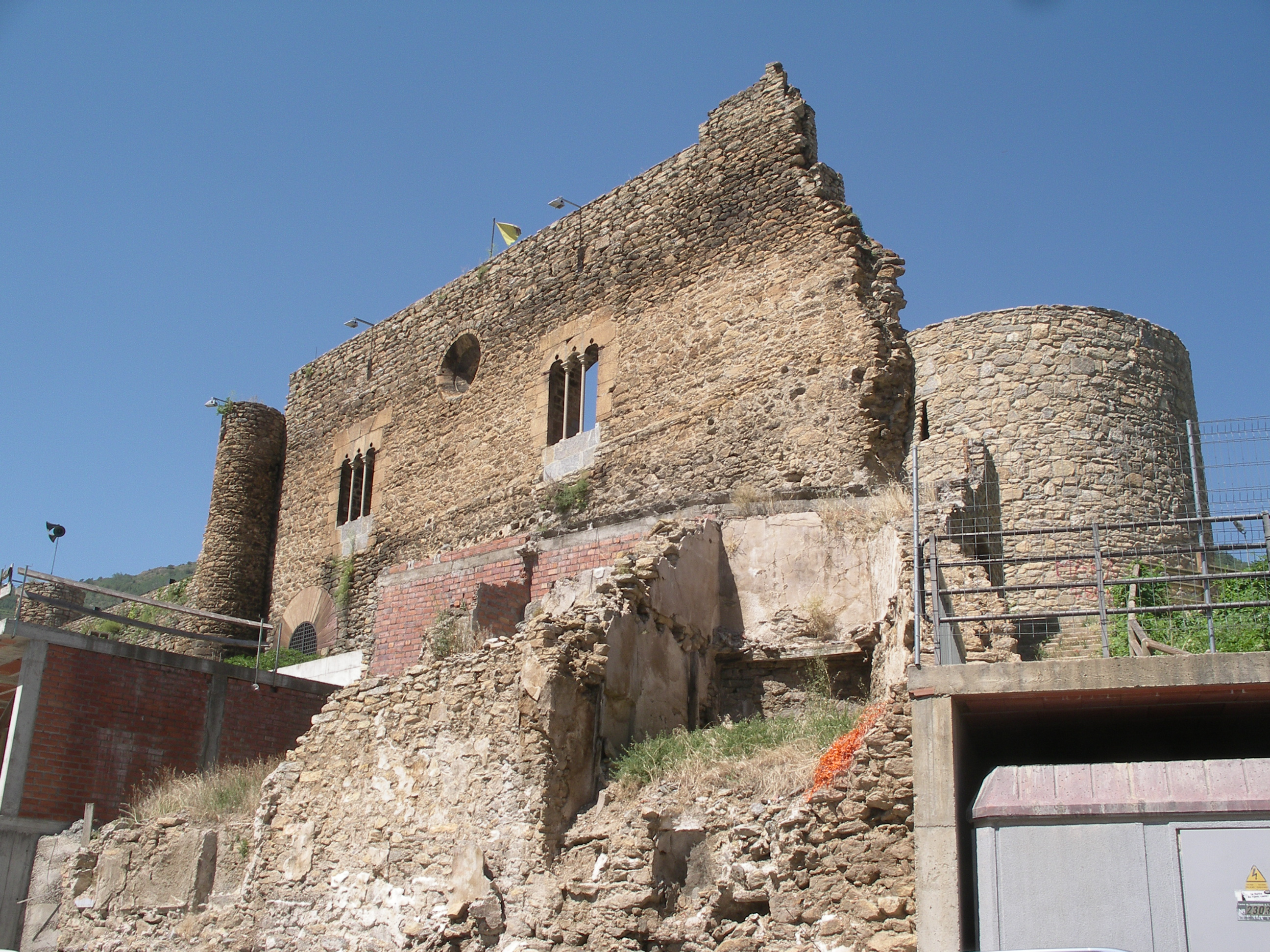
Restes del palau comtal de Sort (2010)

El comte Roger I de Pallars -i vescomte de Coserans (dins el comtat de Comenge, Occitània)- (1229 - 1234) havia lluitat a Occitània (el rei Pere el Catòlic va morir defensant Occitània de la invasió dels cavallers croats a la batalla de Muret en el 1213). Els senyors d'Occitània havien estat acusats, pel Bisbe d'Albi principalment, de no perseguir suficientment el catarisme, cosa que va desencadenar la que s'anomena Croada albigesa, única creuada a la història dirigida contra altres cristians.
Després participà també en la conquesta de Tolosa el 1217. Roger I donà més importància als seus dominis occitans que no pas al comtat de Pallars, que cedí al seu fill Roger II (1234 - 1256), que es casà amb Sibil·la de Berga, hereva del senyoriu de Berga.
Arnau Roger I de Pallars Sobirà (1256 - 1288), fill de Roger II i de Sibil·la de Berga, fou nomenat per Jaume I tutor dels joves comtes Ermengol X i Àlvar I d'Urgell; ara bé, entre 1275 i 1280, Arnau Roger de Pallars prengué part activament en les revoltes nobiliàries contra Jaume I i Pere I el Gran. Estigué près un any, però, posteriorment, esdevingué un dels col·laboradors més fidels de la monarquia i, així, participà en l'expedició a Tunis (1282), combaté en la Guerra de Sicília i el 1285 aconsellà Pere el Gran en la defensa de l'Empordà contra els francesos durant la Croada contra la Corona d'Aragó. En temps d'Alfons II el Franc, feu de mitjancer entre el rei i els nobles de la Unió Aragonesa.
A la mort d'Arnau Roger de Pallars, el succeí el seu germà Ramon Roger I de Pallars Sobirà (1288 - 1294), tutor de Sibil·la I de Pallars, filla d'Arnau Roger. Durant el seu govern, Ramon Roger va haver de lluitar contra els Coserans, que pretenien emparar-se del comtat.
A la mort de Ramon Roger, Sibil·la va haver de lluitar contra els Coserans per poder conservar el comtat.
El vescomte de Coserans va envair el comtat de Pallars i hi prengué els castells de Lord i d'Escaló; el rei Jaume II el Just va intervenir-hi en defensa de Sibil·la enviant-hi el seu cosí germà Felip de Saluzzo i negociant la neutralitat del comte Ermengol X d'Urgell; el rei feu intervenir com a mitjancer el vescomte Ramon Folc VI de Cardona i obligà els Coserans a restituir els castells ocupats.

## La casa de Mataplana
Sibil·la I de Pallars (1295 - 1330) va casar-se amb el baró Hug de Mataplana, descendent de la casa vescomtal de Cerdanya, amb dominis a l'Alt Berguedà i al Ripollès. Amb aquest matrimoni, comença el regnat de la tercera dinastia de Pallars: els Mataplana.
Malgrat l'actuació de Jaume II el Just, no s'havia acabat pas la lluita contra els vescomtes de Coserans, que comptaven amb el suport dels comtes de Foix i dels reis de França; el 1298, les tropes de Jaume II, comandades per Bernat de Sarrià, repel·liren una invasió gascona del Pallars; Hug de Mataplana i Sibil·la de Pallars rebutjaren, aquesta vegada sense ajuda exterior, una nova ofensiva dels Coserans el 1310; a principis del seu regnat, Alfons el Benigne va repel·lir un nou atac gascó contra el Pallars, fet que va tornar a repetir-se el 1332.
Arnau Roger II de Pallars, fill de Sibil·la i d'Hug Mataplana, va morir el 1343 sense descendència; aleshores, Pere III el Cerimoniós va resoldre aquesta qüestió successòria investint comte de Pallars el baró de Mataplana Ramon Roger II, germà del comte difunt, que esdevindria un dels més importants magnats de la cort de Pere el Cerimoniós.
Al segle xv, els comtes de Pallars esdevingueren els caps visibles del partit pactista, defensor de les llibertats i privilegis de les classes dirigents contra l'autoritarisme dels Trastàmara, malgrat que alguns d'ells, com ara Artau de Pallars o Arnau Roger IV de Pallars, lluitessin en les campanyes d'Alfons el Magnànim a la Mediterrània. Així, en esclatar la Guerra dels Remences (1462 - 1472), el comte Hug Roger III de Pallars encapçalà el bàndol de la Generalitat de Catalunya, enfrontada al rei Joan II (1458 - 1479), cosa que el va dur a reprimir brutalment el moviment remença. A causa de la seva significació en el bàndol de la Generalitat, Joan II exclogué el comte de Pallars de la Capitulació de Pedralbes (1472), amb què el rei havia posat fi a la guerra; aleshores, Hug Roger III es refugià als seus dominis, on va poder resistir fins que, el 1484, Ferran el Catòlic va encarregar al comte de Cardona Joan Ramon Folc IV la conquesta del Pallars, la qual quedà consumada el 1488; el 1491, el rei concedí el comtat de Pallars al comte de Cardona amb el títol de marquès, però Hug Roger III continuà atacant les fronteres de Catalunya, gràcies a l'ajuda del rei de França; poc després, passà a Itàlia, on el feu presoner el Gran Capità. Hug Roger III va morir sense descendència el 1503, empresonat al castell de Xàtiva.

## Comtes de Pallars Sobirà, segles XI al XV

### Dinastia pallaresa
- Guillem II (1011 - 1035)
- Bernat II (1035 - 1049)
- Artau I (1049 - 1081)
- Artau II (1081 - 1124)
- Artau III (1124 - 1167)
- Artau IV (1167 - 1180/1182)
- Bernat III (1180/1182 - 1199)
- Guillemina I (1199 - 1229)

### Dinastia de Comenge o de Coserans
- Roger I (1229 - 1240)
- Roger II (1240 - 1256)
- Arnau Roger I (1256 - 1288)
- Ramon Roger I (1288 - 1295)
- Sibil·la I (1295 - 1330)

### Dinastia de Mataplana
- Arnau Roger II (1330 - 1343)
- Ramon Roger II (1343 - 1350)
- Hug Roger I (1350 - 1366)
- Arnau Roger III (1366 - 1369)
- Hug Roger II (1369 - 1416)
- Roger Bernat I (1416 - 1424)
- Bernat Roger I (1424 - 1442)
- Arnau Roger IV (1442 - 1451)
- Hug Roger III (1451 - 1487)

## Marquesos de Pallars a partir delseglexv

### Dinastia Cardona
- Joan Ramon Folc I (1487 - 1513)
- Ferran I (1513 - 1543)
- Joana I (1543 - 1564)
- Francesc I (1564 - 1572)
- Joana II (1572)
- Diego Fernández de Córdoba, marquès de Comares
- Als ducs de Medinaceli